# Arneb-Gletscher
Der Arneb-Gletscher ist ein Gletscher an der Borchgrevink-Küste des ostantarktischen Viktorialands. Er fließt innerhalb einer von Felsenkliffs gesäumten Bucht zwischen der Hauptlandmasse der Hallett-Halbinsel und dem zugehörigen Gebirgskamm Redcastle Ridge in nordwestlicher Richtung zum Edisto Inlet, in das er in Form einer aufschwimmenden Gletscherzunge mündet.
Teilnehmer der New Zealand Geological Survey Antarctic Expedition (1957–1958) benannten ihn nach der USS Arneb, mit deren Hilfe 1957 Gebäudeteile und anderes Material zur Errichtung der Hallett-Station transportiert wurde.